# Eliphalet Remington
Eliphalet Remington, född 28 oktober 1793, död 12 augusti 1861, var en amerikansk uppfinnare och vapenkonstruktör.
Tillsammans med sin son, Philo Remington (född 1816, död 1889) konstruerade han Remingtongeväret, med bakladdningsmekanism, där slutstycket likt en klaff fälls bakåt. Denna typ av gevär användes i den svenska armén under åren 1867-96. Han skapade företaget E. Remington and Sons.
Sonen Philo Remington började 1873 även tillverka skrivmaskiner, efter ett patent av Christopher Sholes, och gjorde en rad förbättringar av Sholes uppfinning - det var den första skrivmaskinen med skifttangent och på så sätt utrustad med såväl små som stora bokstäver. (Gemena och VERSALER)